# HD 142703
HD 142703，又名BD-14 4314，SAO 159587、HR 5930，是一颗恒星，视星等为6.13，位于銀經355.62，銀緯28.55，其B1900.0坐标为赤經15h 50m 55.6s，赤緯-14° 28.55′ 13″。